# Sulcacis fronticornis
Sulcacis fronticornis is een keversoort uit de familie houtzwamkevers (Ciidae). De wetenschappelijke naam van de soort werd in 1809 gepubliceerd door Georg Wolfgang Franz Panzer.